# Oorlog zonder vrienden
Oorlog zonder vrienden (1979) is een jeugdroman van de Nederlandse schrijver Evert Hartman. Het verhaal speelt zich af in de Tweede Wereldoorlog. In tegenstelling tot de meeste Nederlandse jeugdboeken over dat onderwerp, is het verhaal grotendeels geschreven vanuit een pro-Duits perspectief, dat van de hoofdpersoon.

## Het verhaal
Het verhaal begint op 30 april 1942. De 14-jarige Arnold Westervoort, de zoon van NSB'er Koos Westervoort, wordt op het schoolplein door drie andere jongens in elkaar geslagen nadat hij koningin Wilhelmina, die het Nederlandse volk vanuit Groot-Brittannië moed inspreekt, heeft beledigd. Een van de drie is Martin Jonkers, met wie Arnold het al langer aan de stok heeft. De rector roept de drie bij zich, maar Arnold weet dat de rector hen niet al te zwaar zal straffen omdat hij het van binnen met de drie eens is. 
Arnold gaat de volgende dag uit protest niet naar school en helpt een paar Duitse soldaten. Dankzij Arnolds hulp wordt een in de buurt neergeschoten Engelse piloot door de Duitsers opgepakt. Ook wordt na niet al te lange tijd de winkel van Martin Jonkers' vader in puin geslagen. Arnold ontdekt dat Martin Jonkers en een vriend van hem, Karel Rot, een boot vol zwarte waar hebben, en probeert ze te chanteren. Dit lukt een keer, maar de tweede keer zetten de twee hem op de woonboot gevangen. Arnold weet te ontsnappen en geeft de jongens samen met zijn vader aan. Deze gebeurtenissen versterken alleen maar de antipathie en Arnolds klasgenoten doen alles om hem het leven moeilijk te maken. 
In het nieuwe schooljaar verandert er wat. Een nieuwe klasgenoot, Piet Bergman, blijkt eveneens de zoon van een NSB'er te zijn. Piet is echter een stuk minder verlegen en bijt dan ook van zich af. Hij zegt dat hij de beste was op de stormbaan van de jeugdstorm in Hilversum en wil later toetreden tot de SS. Arnold heeft nu een vriend en wordt een tijdlang bijna niet meer gepest. Als Piet 16 is treedt hij echter toe tot de SS en vertrekt naar het Oostfront om daar tegen de Russen te vechten, zodat Arnold vanaf dan weer alleen is.
Arnold is stiekem verliefd op zijn klasgenote Marloes ter Winkel, maar die wil niets met hem te maken hebben wegens zijn politieke voorkeur.  Als Arnold het illegale blaadje Vrij Nederland in Marloes' tas ziet, leest hij dit. Ook ziet hij dat een klasgenoot door soldaten in elkaar wordt geslagen vanwege het helpen van een gearresteerde onderduiker. Hierdoor komt Arnold erachter dat de Duitsers niet zo vriendelijk zijn als zijn vader hem altijd heeft voorgehouden.  Arnold besluit Marloes niet aan te geven als hij haar betrapt met illegale distributiebonnen. Marloes vertrouwt Arnold daarna even, maar later blijkt dat iemand anders Marloes' vader al heeft aangegeven. Marloes denkt dat Arnold dit gedaan heeft, omdat Arnold op de dag dat Marloes' vader werd opgehaald bij Marloes in de straat was.
Op een dag wordt Arnold door Martin Jonkers en Karel Rot opgewacht, waarna ze hem proberen te vermoorden. Arnold wordt in zijn nieren gestoken en opgenomen in het ziekenhuis. Daar hoort hij dat Piet Bergman aan het Oostfront is omgekomen. In het bed naast dat van Arnold ligt de verzetsstrijder Jeroen, die in zijn achterwerk is geschoten bij zijn arrestatie. Jeroen zal direct opnieuw in hechtenis worden genomen na zijn genezing. De twee sluiten vriendschap en Arnold helpt Jeroen uiteindelijk ontsnappen, door het pistool van zijn vader te stelen en dit het ziekenhuis in te smokkelen.
Tijdens Dolle Dinsdag vluchten Arnolds ouders en zus naar Duitsland, terwijl de rest van het dorp hen jouwend belachelijk maakt. Arnold besluit op het laatste moment niet mee te gaan en verschuilt zich, waarna de trein zonder hem wegrijdt.

## Achtergronden
- Net als zijn ouders en zijn zus Rita gelooft Arnold heilig in de NSB-doctrine, maar wordt hierdoor door zijn klasgenoten verschrikkelijk gepest en bedreigd. Uiteindelijk vallen Arnold door een aantal gebeurtenissen de schellen enigszins van de ogen, hoewel hij zich nergens in het verhaal helemaal van de Duitsers afkeert.
- Het verhaal heeft de vorm van een jeugdroman, maar is deels gebaseerd op ware gebeurtenissen. Zo komt de aanslag op Hendrik Seyffardt (6 februari 1943) rechtstreeks in het verhaal ter sprake. Ook een bijeenkomst in Stadion Galgenwaard waar Arnold op 20 juni 1942 hoort hoe Anton Mussert de Jeugdstorm toespreekt, heeft echt op die dag plaatsgevonden.[1] Verder zijn er nog andere belangrijke keerpunten in de Tweede Wereldoorlog, zoals de April-Mei-staking en Dolle Dinsdag, die direct naar voren komen.